# Vepris elliotii
Vepris elliotii là một loài thực vật có hoa trong họ Cửu lý hương. Loài này được (Radlk.) I. Verd. miêu tả khoa học đầu tiên năm 1926.